# Шастин, Анатолий Михайлович
Анато́лий Миха́йлович Ша́стин (1930—1995) — русский советский, российский прозаик, детский писатель, журналист, литератор и краевед.
Ответственный секретарь Иркутской писательской организации (1979—1984). Главный редактор и составитель альманаха «Ангара» (1969—1970). Член Союза писателей СССР. Член Союза российских писателей. Заслуженный работник культуры РСФСР. Член КПСС с 1957.

## Биография
Родился 26 апреля 1930 года в Иркутске.
В 1953 году окончил историко-филологический факультет Иркутского государственного университета.
Работал журналистом в детской редакции Иркутского радио, был редактором радиопрограммы «Пионерский костёр» и газеты «Советская молодёжь», был собственным корреспондентом газеты «Пионерская правда» по Восточной Сибири и газеты «Советская культура».
В 1969—1970 годы был редактором альманаха «Ангара».
В 1979 году вошёл в редакционную коллегию книжной серии «Литературные памятники Сибири» Восточно-Сибирского книжного издательства (Иркутск).
В 1979—1984 годы был ответственным секретарём Иркутской писательской организации, за время работы в этой должности был открыт Иркутский Дом литераторов.
В 1986 году по инициативе А. Шастина создаётся и под его председательством работает Совет по экологии и культуре при Иркутской писательской организации.
Избирался членом городского и областного Советов народных депутатов, входил в президиум Иркутского областного совета ВООПИК.
Добился увековечения памяти И. И. Молчанова-Сибирского, П. Г. Маляревского и А. С. Ольхона, в память о которых были установлены мемориальные доски.
Скончался 16 января 1995 года в Иркутске.

## Семья
- Супруга — Елена Ивановна Шастина (1930—1995) — советский фольклорист, доктор филологических наук, профессор[2].

## Творчество
Первые произведения опубликовал в 1952 году.
Свою первую книгу «О чём шептали деревья» Анатолий Шастин выпустил в 1957 году.
Произведения публиковались в альманахе «Ангара», журналах «Дружба народов», «Мурзилка», «Советская женщина», «Урал», газетах «Литературная Россия», «Литературная газета» и других изданиях.
Автор сказок, рассказов, повестей, романа. В историческом романе о Гражданской войне "Время стрекоз" в критике отмечена связь с прозой М. Булгакова и А. Толстого
Произведения переведены на болгарский, немецкий, эстонский языки.
В Иркутске произведения включены в региональную школьную программу по внеклассному чтению.